# Henry Harrisse
Henry Harrisse (París, 18 de mayo de 1829 - ibíd. 13 de mayo de 1910) fue un americanista, erudito, jurista y crítico de arte estadounidense que escribió muchas obras sobre el continente americano y su "descubrimiento".

## Biografía
Henry Harrisse nació en París en 1829, de padre nativo de Europa del Este, Abraham, peletero de oficio, y de madre parisina, Nanine Marcus.
Muy joven se fue a vivir a los Estados Unidos con algunos parientes suyos y estudió en la Universidad de Carolina del Sur. Adquirió la nacionalidad estadounidense y después de pasar un cierto tiempo como profesor se orientó hacia el derecho y ejerció de abogado en la ciudad de Nueva York. Asimismo se interesó en las colecciones de rica documentación que se encuentran en diversas bibliotecas estadounidenses, y así se convirtió en un americanista reconocido cuando publicó Bibliotheca Americana Vetustissima. A pesar de ello se sintió frustrado por la venta poco satisfactoria del libro en Estados Unidos y decidió irse a Europa donde pensó que sus investigaciones tendrían más consideración.
Volvió luego a París donde fue acogido con entusiasmo por algunos eruditos de la capital francesa como Ernest Desjardins que lo introdujo en la Sociedad de Geografía de París. También frecuentó entonces varios políticos y escritores famosos del ámbito parisino de aquel tiempo, tales como George Sand o Gustave Flaubert.
Trabajaba como abogado y asesoró al gobierno estadounidense respecto a los aspectos legales de la construcción del Canal de Panamá. Esta posición le permitió ganar una gran cantidad de dinero, y de consecuencia dedicar más tiempo a su pasión, los estudios americanistas, y más especialmente centrar sus investigaciones sobre los navegantes Colón,  Juan y Sebastián Cabot.

Presentación por Henry Harrisse del Tratado de Tordesillas (1494) en uno de sus libros

A raíz de la publicación de Cristóbal Colón, su vida, sus viajes, libro del historiador español José María Asensio, en 1891, Harrisse acusó a este de plagio de sus investigaciones, acusación que extendió más adelante a todo un conjunto de escritores españoles.
Su mal carácter y su vanidad lo aislaron de todas sus relaciones y antiguos amigos, y poco a poco se cerró más aún sobre sí mismo. Esto acabó alterando su salud y durante los últimos años de su vida se volvió  neurasténico e irascible.
Una parte importante de sus libros y escritos fueron enviados a la Biblioteca del Congreso estadounidense, otra parte a la Biblioteca Nacional de Francia y el resto se vendió en subastas.

## Obra
- Notes on Columbus  (1866)
- Bibliotheca Americana Vetustissima  (1866)
- Jean et Sébastien Cabot  (1882)
- Études de histoire critique. Cristóbal Colón: son origine, sa vie, ses voyages, sa famille et ses descendants  (1884)
- Discovery of North America  (1892)